# Klossinemella
Klossinemella ist eine Gattung der Spulwürmer mit vier Arten, die als Parasiten bei Schildkröten auftreten. Synonyme sind Klossiella und Proatractis.

## Merkmale
Klossinemella sind Atractinae, bei denen die Mundöffnung an der vorderen Spitze liegt. Die Lippen haben kleine, zungenartige Erweiterungen der Kutikula, welche die Mundöffnung umgeben.

## Arten
Zur Gattung gehören folgende Arten:
- Klossinemella caballeroi (Brenes & Bravo Hollis, 1960)
- Klossinemella carolinae (Harwood, 1932)
- Klossinemella iheringi Travassos, Artigas & Pereira, 1928
- Klossinemella trematophila (Travassos, 1934)